# Tusjovitsa
Tusjovitsa (bulgariska: Тушовица) är ett distrikt i Bulgarien.   Det ligger i kommunen Obsjtina Vărbitsa och regionen Sjumen, i den östra delen av landet, 280 km öster om huvudstaden Sofia.
I omgivningarna runt Tusjovitsa växer i huvudsak lövfällande lövskog. Runt Tusjovitsa är det glesbefolkat, med 19 invånare per kvadratkilometer.